# Nevozvraščenec
Nevozvraščenec (Невозвращенец) è un film del 1991 diretto da Sergej Snežkin.

## Trama
Un giornalista televisivo viene a sapere dell'imminente colpo di stato e avvia un'indagine.